# گرگ رنگی
گرگ رنگی یا رنگ به رنگه یا حساب گرجه فرنگی یا بازی رنگها، یکی از بازی‌های کودکان است که در فضای باز انجام می‌شود و دویدنی است. این بازی در دستهٔ بازی‌های یک به چند قرار می‌گیرد. بازی‌های یک به چند بازی‌هایی هستند که یک نفر در مقابل یک گروه قرار می‌گیرد. به آن یک نفر، «گرگ» گفته می‌شود. 
در آغاز بازی، مانند بازی‌های گرگم به هوا و بالا بلندی، پس از مشخص شدن گرگ، بقیه بازیکنان فرار می‌کنند و هدف گرگ این است که آنها را بگیرد. بازیکنان دیگر برای فرار باید شعری نظیر این را بخوانند:
گرگ رنگی به چه رنگی؟ به چه رنگ‌های قشنگی؟
گرگ یک رنگ را نام می‌برد و بازیکنان دیگر باید سریع بدوند و بر روی جسمی به همان رنگ دست بگذارند تا در مصونیت باشند. اگر بازیکنی جسمی به همان رنگ را لمس نکرده باشد گرگ می‌تواند او را بگیرد و این بازیکن می‌سوزد و برای دور بعد گرگ می‌شود.
گونه‌های دیگر این بازی با تفاوت اندکی در شعرها بازی می‌شود مانند:
- گرگ: رنگِ به رنگه / بازیکنان دیگر: چه رنگه؟ / گرگ: به رنگ آبی

(بازی «رنگِ به رنگه» نامیده می‌شود.)
- گرگ:حساب گوجه فرنگی / بازیکنان دیگر: به چه رنگی / گرگ:به رنگ زرد

(بازی «حساب گوجه فرنگی» نامیده می‌شود.)